# Middagmaaltijd
De middagmaaltijd of lunch (ook wel middageten) (verouderd: noenmaal) is de maaltijd die gegeten wordt rond het midden van de dag, meestal tussen 12 en 14 uur.
Terwijl er met 'diner' vaak een warme (avond)maaltijd wordt bedoeld, kan een lunch of middagmaal zowel koud als warm zijn.

## Naamgeving en geschiedenis

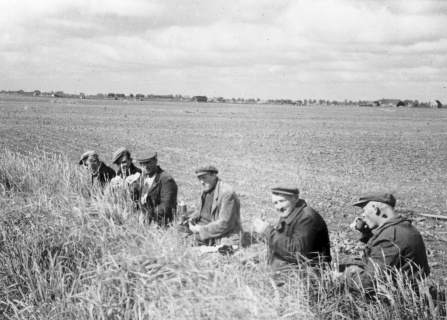
Landarbeiders nuttigen hun middagmaal bij Nieuw-Scheemda, Oldambt, Groningen, Nederland, c. 1955

In landen als Nederland en België was tot een groot deel van de 20e eeuw de warme hoofdmaaltijd vaak rond het middaguur; het vaak lichamelijk zware agrarische werk vereiste een goede, gezonde en volledige maaltijd. Toen vrouwen meer  buitenshuis begonnen te werken, wat geleidelijk aan meer voorkwam na  de afschaffing van het Arbeidsverbod voor gehuwde vrouwen, eind jaren 1950, verschoof dit naar de avonduren. In de 21e eeuw is een koude lunch in België en Nederland gebruikelijker. In ziekenhuizen, dienstencentra en woonzorgcentra wordt 's middags meestal wel nog warm gegeten. Ook in sommige scholen in België worden warme middagmaaltijden aangeboden, al neemt dit gebruik na 2020 meer en meer af. In Nederland is het aanbieden van schoolmaaltijden niet gebruikelijk.
Ook in landen zoals Duitsland is het nog gebruikelijk om de warme hoofdmaaltijd als middagmaal te nuttigen (Mittagessen). Dit met de achterliggende gedachte, dat men de energie 's middags voor het werken nodig heeft. 's Avonds wordt dan meestal voor een broodmaaltijd gekozen (Abendbrot).
In het Frans werd de eerste maaltijd van de dag vroeger déjeuner (letterlijk 'ont-vasten') genoemd. Later veranderde dit woord voor de belangrijkste maaltijd van de dag in dîner, dat waarschijnlijk dezelfde etymologie heeft. In Frankrijk eet men, behalve in Parijs, zijn diner (de warme maaltijd) gewoonlijk rond het middaguur. Ook in bepaalde regio's van België, Zwitserland en Québec wordt dîner nog steeds gebruikt om het middagmaal aan te duiden, het avondmaal wordt daar souper genoemd. In Parijs ontstond bij de hogere klassen de gewoonte om langer uit te slapen, waardoor de eerste maaltijd pas 's middags werd geconsumeerd en de grotere warme maaltijd 's avonds bereid werd. Later werd deze gewoonte om 's avonds de warme maaltijd te nuttigen veralgemeend. Tijdens de industriële revolutie moest de mens, gedwongen door zijn werk, zijn maaltijdpatroon aanpassen naar een snelle en lichte lunch en dientengevolge naar een uitgebreidere avondmaaltijd als hoofdmaaltijd.
Het woord 'lunch' is een leenwoord afkomstig uit het Engels. Deze term wordt vaak gebruikt als alternatief voor middagmaal. Het was aanvankelijk een eenvoudige tussenmaaltijd tussen het zware werk in en betekent oorspronkelijk waarschijnlijk iets als 'homp'.
Het Voedingscentrum geeft tips voor een gezonde lunch.